# Doratifera quadriguttata
Bướm đêm tách bốn đốm (Doratifera quadriguttata) là một loài bướm đêm thuộc họ Limacodidae. Nó được tìm thấy ở Úc.

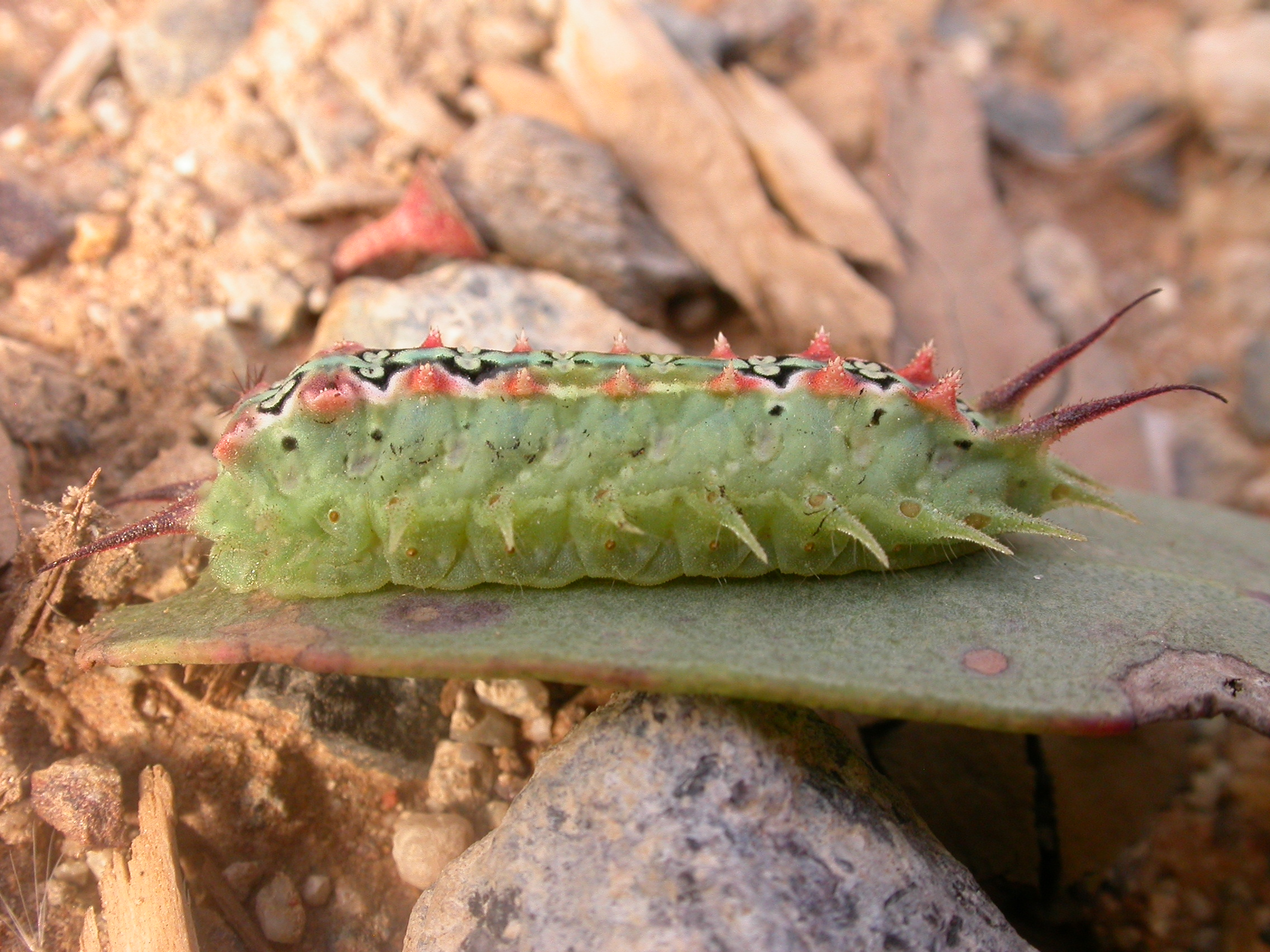
Sâu bướm.

Ấu trùng ăn Tristaniopsis laurina, Lophostemon confertus, Rhizophora stylosa và Acacia và Eucalyptus species.